# ۸۵۰ (خورشیدی)
۸۵۰ هشتصد و پنجاهمین سال هجری خورشیدی است.